# 堀川具雅
堀川 具雅（ほりかわ ともまさ）は、鎌倉時代後期から南北朝時代にかけての公卿。内大臣・堀川具親の長男。母は家女房。官位は従三位・参議、右衛門督、検非違使別当。

## 経歴
以下、『公卿補任』、『尊卑分脈』の内容に従って記述する。
- 元亨2年（1322年）1月5日、従五位下に叙せられる[1]。
- 元亨3年（1323年）1月5日、従五位上に昇叙[2]。
- 元亨4年（1324年）4月17日、正五位下に昇叙[3]。
- 正中3年（1326年）1月5日、従四位下に昇叙。
- 嘉暦元年（1326年）8月6日、侍従に任ぜられる。同年11月4日、左少将に任ぜられる。
- 嘉暦2年（1327年）3月24日、従四位上に昇叙。
- 嘉暦3年（1328年）1月5日、正四位下に昇叙。同年3月16日、石見権介を兼ねる。11月27日、春宮権亮を兼ねる。
- 元徳元年（1329年）12月13日、左中将に転任。
- 元弘元年/元徳3年（1331年）9月20日、新帝光厳天皇即位により春宮権亮を止める。同年10月28日、従三位に叙せられる。
- 正慶元年/元弘2年（1332年）3月12日、参議に任ぜられる。
- 元弘3年/正慶2年（1333年）6月、参議を止められ正四位下に戻される[4]。
- 建武4年/延元2年（1337年）1月7日、参議に任ぜられる。同日、右兵衛督を兼ねる。3月6日には検非違使別当に補される。7月20日、右衛門督に転任。10月8日、従三位に叙せられる。
- 暦応元年/延元3年（1338年）6月12日、出家[5]。
- 暦応3年/興国元年（1340年）7月7日、薨去。享年21。